# Real Book

Страница (рукописного) сборника The Real Book (фрагмент босса-новы А. К. Жобина "Chega de saudade"). Около 1976 г. (точная дата публикации неизвестна)

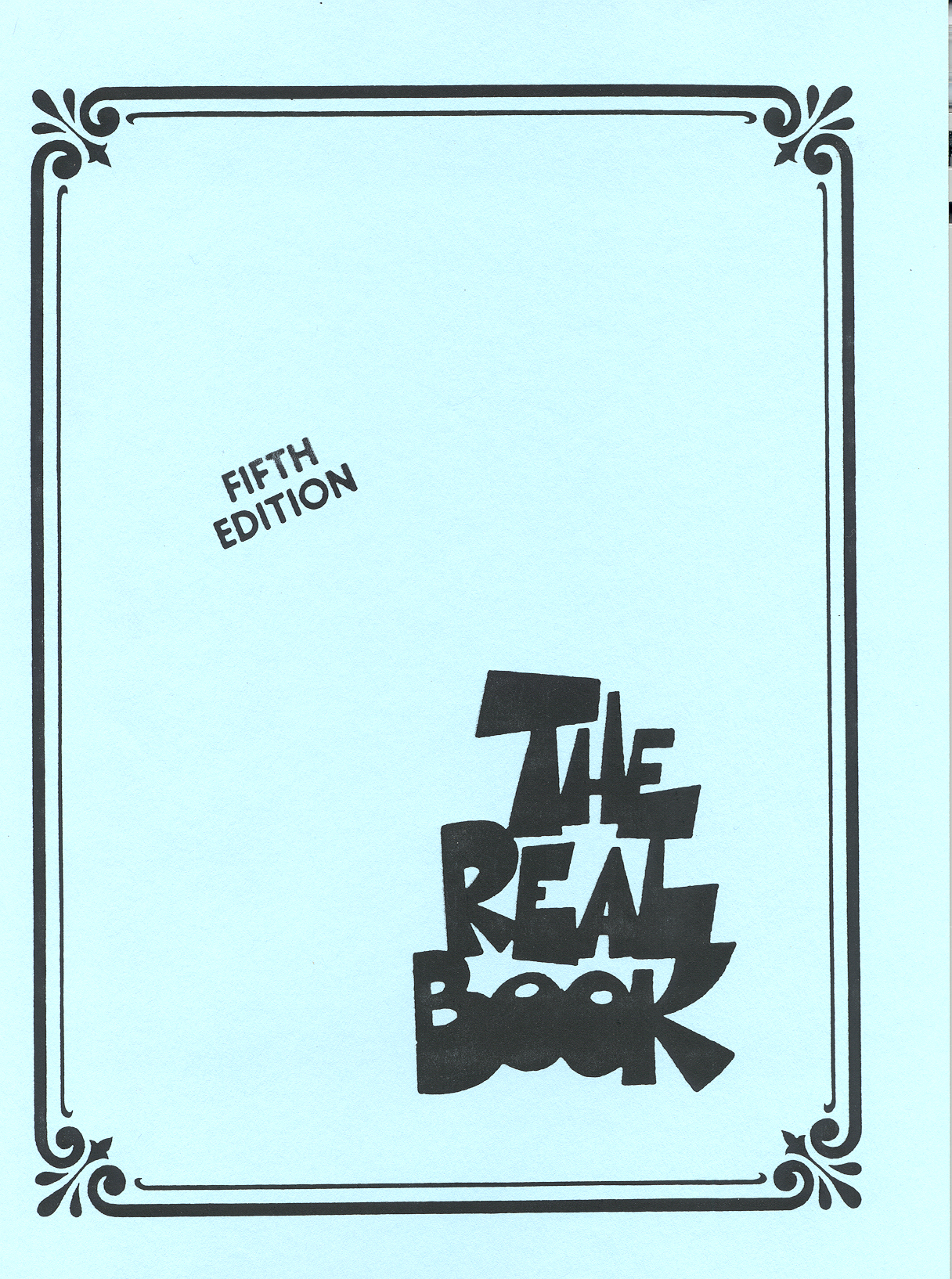
Обложка пятого издания книги The Real Book (1999 г.)

Real Book (в переводе с англ. — «Настоящая книга», в противоположность fake book), в массовой культуре США — типологические название сборника джазовых стандартов и поп-стандартов, записанных в сокращённой нотации, на жаргоне — «ниткой» (англ. lead sheet). Первый сборник составлен не ранее 1976 года.
Составители real books уже на уровне названия противопоставляли себя fake books (псевдокниги, псевдоноты), которые создавались исключительно для практического обихода эстрадными исполнителями, были выполнены весьма неряшливо, на скорую руку. В отличие от fake books, в сборниках real books наряду с популярными мелодиями (например, из мюзиклов Гершвина, Портера, Роджерса) значительное место отводилось композициям, в том числе инструментальным пьесам, изначально написанным для исполнения джазменами (например, Night in Tunisia, Caravan, Ornithology).
Первые выпуски real books (как и fake books до этого) представляют собой фототипически размноженные рукописные ноты. Предназначенные для частного и некоммерческого использования, они не соблюдали копирайт — у них отсутствует ISBN, не указан год выпуска, не названо имя редактора-составителя и т.д. Общее количество страниц (рукописного) нотного сборника (впоследствии Тома I) составляет около 480 страниц.
В 2004 году сборник Real book (составитель неизвестен) был лицензирован издательством Hal Leonard для легальной продажи. Поскольку использование каждой композиции в сборнике Real book лицензировано, некоторые популярные у джазовых музыкантов темы (например, Misty Эрролла Гарнера) в легальные издания не вошли. Также из официальных изданий были исключены некоторые композиции, присутствовавшие в «пиратских» (до 2004) версиях сборника.
Со временем издательство опубликовало много новых выпусков (всего 33), при этом ошибки, замеченные в нотах исходных томов, были исправлены. Из-за чрезвычайного разнобоя в названиях композиций (например, в английских переводах португальских названий) возникла проблема идентификации мелодий. Помимо того, одни и те же entries в опубликованных томах Real book дублировались, иногда под разными названиями. Чтобы облегчить читателю локализацию нужной темы, издательство Hal Leonard составило сводный список всего «контента», так называемый Songfinder, который в 2010-х годах разместило в онлайне (последняя версия датирована 2018 годом).
Real Books вдохновили издательство Sher Music Co. на создание аналогичной серии под названием The New Real Book.

## История
В книге много композиций Стива Своллоу, Пола Блея и Чика Кориа. Это в основном песни, которые часто исполнялись в Бостоне в начале 1970-х, когда составлялась книга. Когда в феврале 2018 года Своллоу спросили о происхождении книги, он сказал, что книга написана студентами Музыкального колледжа Беркли, которые хотели заработать деньги. Они попросили разрешения использовать некоторые из его песен, и он согласился. Своллоу затем спросил Блея и Стива Куна, не хотят ли они тоже включить в сборник некоторые из их песен, и они это согласились и предоставили ноты своих песен. Своллоу немного помог и с редактированием книги.

Затем я наблюдал, как эти ребята, наконец, собрали книгу. У одного из них был изумительно красивый почерк, ставший впоследствии даже классическим — он теперь официально называется шрифтом Real Book (The Real Book Font). Этот шрифт очень точно имитирует почерк этого парня. В дальнейшем парень стал известным копировщиком музыки в Голливуде… Ирония в том, что вскоре после того, как книга была выпущена, другие люди поняли, что могут сделать ее фотокопию и продавать сами, и те двое парней, которые сделали всю работу, составив книгу, заработали намного меньше денег, чем они надеялись, потому что почти сразу же появились копии и имитации их книги. Real Book была несовершенной, в ней было множество ошибок, но все же она была намного точнее всего, что существовало ранее. Кроме того, по книге было легче играть."— Стив Своллоу
Пат Мэтини, преподававший в Беркли в 1973-74 годах сказал, что книга была составлена одним из его студентов-гитаристов и еще одним студентом, игравшем на вибрафоне. По другим сведениям Real Book была выпущена еще в 1971 году.

## Издания Hal Leonard
В 2004 году музыкальное издательство Hal Leonard получило права на большинство мелодий, содержащихся в первоначальном сборнике Real Book, и опубликовало первое легальное издание, назвав его «Шестое издание Real Book» (англ. Real Book Sixth Edition), признавая тем самым наличие пяти предыдущих незаконных версий. Обложка и переплет были идентичны оригинальной Real Book, и использовался шрифт, похожий на рукописный стиль «оригинала». Большинство ошибок в нотах было исправлено, каждая мелодия лицензирована, а владельцам авторских прав платят за использование их интеллектуальной собственности. В шестом (легальном) издании Real Book 137 мелодий из предыдущего (нелегального) пятого издания, исключены, вероятно, по соображениям копирайта. При этом в шестое издание включены 90 новых мелодий.
После публикации 2004 года издательство Hal Leonard выпустило «The Real Book, Volume II, Second Edition» (2005; в заголовок добавлен артикль The). Потом последовали «The Real Book, Volume III, Second Edition» (2006), «The Real Book, Volume IV» (2010), «The Real Book, Volume V» (2013), и «The Real Book, Volume VI» (2016) и т.д.